# Karl Engel (muzykolog)
Karl Engel (ur. 6 lipca 1818 w Thiedenwiese pod Hanowerem, zm. 17 listopada 1882 w Kensington) – brytyjski muzyk i muzykolog.
W młodości mieszkał z rodziną niemieckiego szlachcica Herr von Schlaberndorfa na niemieckim Pomorzu i pobierał lekcje gry na fortepianie u Johanna Nepomuka Hummla. Około 1844/45 przeprowadził się do Anglii i na krótko zamieszkał w Manchester, gdzie udzielał lekcji gry na fortepianie. Niedługo potem przeprowadził się do Londynu, gdzie zamieszkał w dzielnicy Kensington. Prowadził badania archeologiczne, zaczął kolekcjonować książki, instrumenty muzyczne i założył prywatne muzeum oraz bibliotekę. W tym okresie również komponował i pisał podręczniki dla pianistów. W 1864 wydał opracowanie traktujące o historii muzyki The Music of the Most Ancient Nations, particularly of the Assyrians, Egyptians and Hebrews, a w 1866 An Introduction to the Study of National Music. Rozpoczął intensywną współpracę z muzeum South Kensington w zakresie kolekcji rzadkich instrumentów muzycznych. W efekcie tej współpracy, w 1869 wydał ilustrowane opracowanie poświęcone instrumentom muzycznym świata zatutuowane Musical Instruments of all countries, a w 1874 – jednen z najważniejszych do dziś utworów z dziedziny instrumentoznawstwa – A Descriptive Catalogue of the Musical Instruments in the South Kensington Museum.

## Publikacje
- 1864 The Music of the Most Ancient Nations, particularly of the Assyrians, Egyptians and Hebrews (ang.)
- 1866 An Introduction to the Study of National Music (ang.)
- 1874 A Descriptive Catalogue of the Musical Instruments (ang.)